# Устименко, Данил Вячеславович
Данил Вячеславович Устименко (каз. Данил Вячеславович Устименко; род. 8 августа 2000, Алма-Ата) — казахстанский футболист, вратарь клуба «Тобол» Костанай и сборной Казахстана.

## Клубная карьера
Родился 8 августа 2000 года в Алма-Ате.
Воспитанник футбольной академии клуба «Кайрат». В 2017 году начал выступать за молодёжный состав «Кайрата» во Второй лиге Казахстана. В сентябре 2017 года провёл один матч в рамках Юношеской лиги УЕФА против российского «Краснодара» (2:2). По итогам голосования, проведённого Профессиональной футбольной лиги Казахстана, Устименко занял третье место при определении лучшего вратаря Второй лиги сезона 2018 года.
В 2019 году молодой голкипер был переведён в «Кайрат-Жастар», выступающий в Первой лиге Казахстана. По ходу сезона 2019 года он трижды включался в символическую сборную тура, а по итогам сезона был признан лучшим вратарём турнира.
Дебют в основном составе «Кайрата» в рамках чемпионата Казахстана состоялся 1 июля 2020 года в матче против «Жетысу» (3:0).

## Карьера в сборной
Выступал за юношескую сборную Казахстана до 17 лет и провёл в её составе три матча. В 2016 году принимал участие в Кубке развития УЕФА. В 2018 году являлся участником Мемориала Гранаткина. За сборную до 19 лет сыграл шесть игр. Вызвался в стан молодёжной и национальной сборной Казахстана.

## Достижения
«Кайрат»
- Чемпион Казахстана: 2020
- Обладатель Кубка Казахстана: 2021

## Статистика выступлений

### Клубная карьера
| Клуб             | Сезон            | Лига | Лига | Кубки | Кубки | Еврокубки | Еврокубки | Итого | Итого |
| Клуб             | Сезон            | Игры | Голы | Игры  | Голы  | Игры      | Голы      | Игры  | Голы  |
| ---------------- | ---------------- | ---- | ---- | ----- | ----- | --------- | --------- | ----- | ----- |
| Кайрат           | 2019             | 0    | 0    | 0     | 0     | 0         | 0         | 0     | 0     |
| Кайрат           | 2020             | 8    | -8   | —     | —     | 0         | 0         | 8     | -8    |
| Кайрат           | 2021             | 1    | 0    | 4     | -6    | 1         | -5        | 6     | -11   |
| Кайрат           | 2022             | 24   | -31  | 5     | -5    | 2         | -2        | 31    | -38   |
| Кайрат           | 2023             | 20   | -26  | 0     | 0     | —         | —         | 20    | -26   |
| Кайрат           | 2024             | 6    | -6   | 3     | -2    | —         | —         | 9     | -8    |
| Кайрат           | Итого            | 59   | -71  | 12    | -13   | 3         | -7        | 74    | -91   |
| → Кайрат М       | 2017             | 2    | 0    | —     | —     | —         | —         | 2     | 0     |
| → Кайрат М       | 2018             | 17   | -23  | —     | —     | —         | —         | 17    | -23   |
| → Кайрат М       | Итого            | 19   | -23  | —     | —     | —         | —         | 19    | -23   |
| → Кайрат-Жастар  | 2019             | 14   | -10  | —     | —     | —         | —         | 14    | -10   |
| → Кайрат-Жастар  | 2021             | 4    | -6   | —     | —     | —         | —         | 4     | -6    |
| → Кайрат-Жастар  | 2022             | 1    | 0    | —     | —     | —         | —         | 1     | 0     |
| → Кайрат-Жастар  | Итого            | 19   | -16  | —     | —     | —         | —         | 19    | -16   |
| Всего за карьеру | Всего за карьеру | 97   | -110 | 12    | -13   | 3         | -7        | 112   | -130  |

### Выступления за сборную
| Сборная   | Год   | Отборочные матчи ЧМ | Отборочные матчи ЧМ | Отборочные матчи ЧЕ | Отборочные матчи ЧЕ | Лига наций УЕФА | Лига наций УЕФА | Товарищеские матчи | Товарищеские матчи | Итого | Итого |
| Сборная   | Год   | Игры                | Голы                | Игры                | Голы                | Игры            | Голы            | Игры               | Голы               | Игры  | Голы  |
| --------- | ----- | ------------------- | ------------------- | ------------------- | ------------------- | --------------- | --------------- | ------------------ | ------------------ | ----- | ----- |
| Казахстан | 2024  | −                   | −                   | −                   | −                   | −               | −               | 1                  | −2                 | 1     | −2    |
| Итого     | Итого | −                   | −                   | −                   | −                   | −               | −               | 1                  | −2                 | 1     | −2    |